# Aleksandr Blok
Aleksandr Aleksandrovitj Blok (russisk: Александр Александрович Блок, tr. Aleksandr Aleksandrovitj Blok; født 28. november 1880 i Sankt Petersborg, Det Russiske Kejserrige, død 7. august 1921 i Petrograd, Russiske SFSR) var en af de største lyriske digtere fra Rusland efter Aleksandr Pusjkin, og var en af de toneangivende forfattere under den russiske sølvalder. Blok var symbolist og fik stor betydning for den russisk symbolisme. Blok sluttede op om Oktoberrevolutionen i 1917, som han hyldede i sine digte: De tolv (1918) og skyterne (1918).